# Adolf Feldmann
Der Kürschnermeister Adolf Feldmann (* 4. April 1860 in Unruhstadt; † Ende 1933 in Berlin) war der Führer der Zwischenmeister im deutschen Kürschnergewerbe, außerdem Gründer und Vorsitzender des Reichsverbandes selbständiger Kürschner und Mützenmacher und Vorsitzender des Vereins selbständiger Kürschner Berlins.

## Beruflicher Werdegang

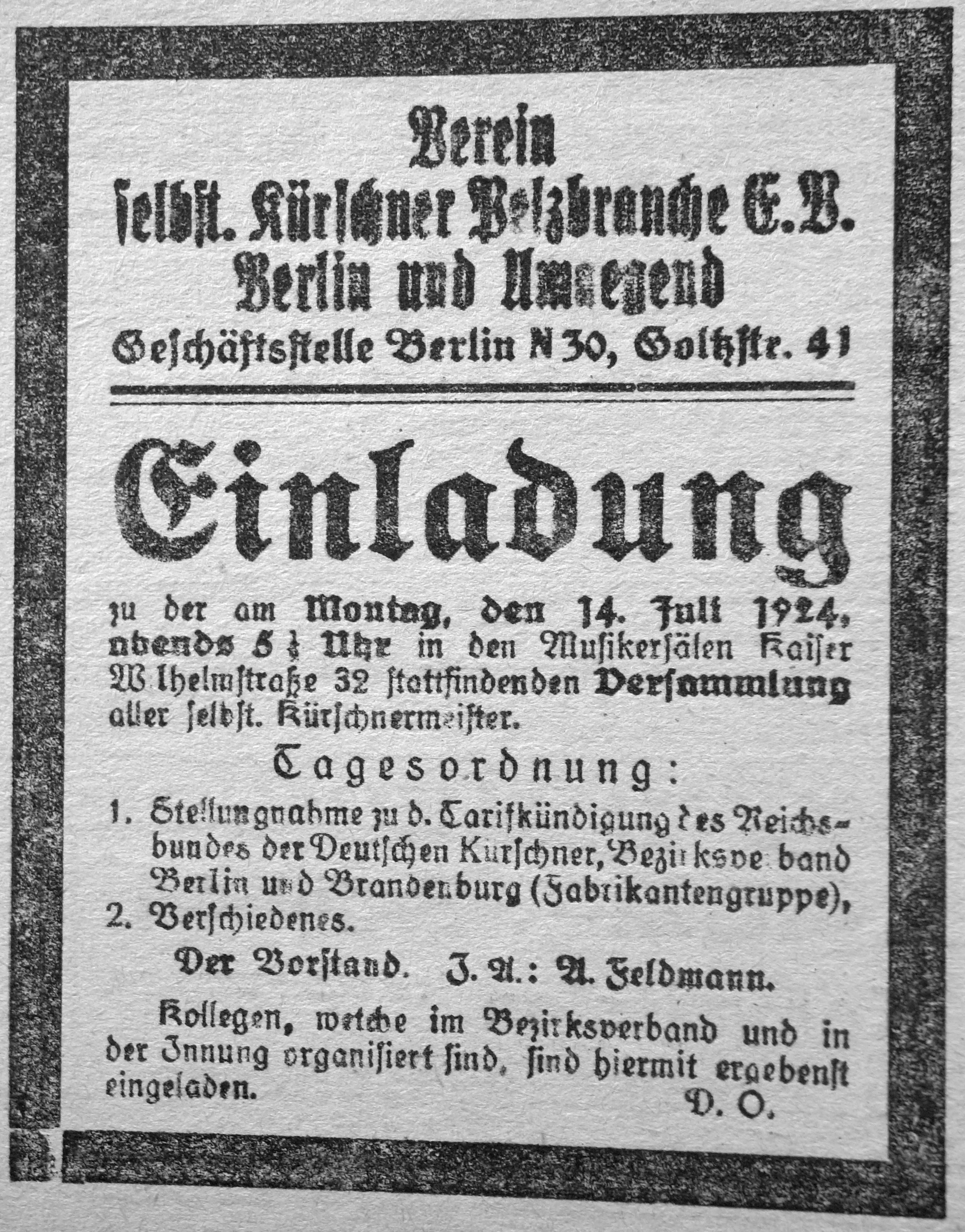
Einladung des Vereins selbst. Kürschner Pelzbranche E. V. Berlin und Umgegend zum 14. Juli 1924. Gezeichnet der Vorstand, im Auftrag A. Feldmann.

Adolf Feldmann absolvierte seine Kürschnerlehre bei seinem Onkel in Unruhstadt an der brandenburgisch-schlesischen Grenze. Schon sein Großvater war Kürschner und mit dem Wagen die etwa 325 Kilometer zum Leipziger Brühl gefahren, um dort Felle einzukaufen. Direkt nach der Ablegung seiner Gesellenprüfung wanderte auch der Neffe Adolf in Richtung des den Pelzmarkt beherrschenden Leipzig. Unterwegs traf er Reisegenossen, die ihn überredeten, erst einmal mit nach Ratibor zu kommen. Dort arbeitete eine Saison hindurch bei der Firma Scharek. Von dort ging er nach Breslau und weiter nach Dresden und Zwickau. Mehrmals war er in Hildesheim, um letztlich doch nach Leipzig zu gelangen.
In der Pelzhandelsmetropole arbeitete er bis 1888 bei Theodor Pfeiffer. Er legte in Leipzig seine Meisterprüfung ab und heiratete. Von hier zog Feldmann nach Berlin, in dem seit den 1980er Jahren die Pelzkonfektion einen mächtigen Aufschwung nahm. Anstellung fand er bei A. & S. Segall, wo er Werkmeister wurde. Im Jahr 1900 machte er sich selbständig; das Adressbuch des Jahres 1909 verzeichnet den Kürschnermeister am Rande des Berliner Konfektionsviertels um den Hausvogteiplatz, auf der Seydelstraße 27. Häufig vernachlässigte er sein Geschäft zugunsten des Engagements für seine Branchenkollegen.
Im Alter von 70 Jahren arbeitete Adolf Feldmann noch tatkräftig im eigenen Betrieb mit, inzwischen unterstützt von seinem Sohn. Im Adressbuch des Jahres 1932 ist ein Kürschnermeister A. Wolf. Feldmann in Berlin-Schöneberg (W 30) auf der Barbarossastraße 8 eingetragen; im Verzeichnis des darauffolgenden Jahres 1933 scheint kein Eintrag eines Kürschners Feldmann mehr aufzufinden zu sein.

## Engagement in der Pelzbranche

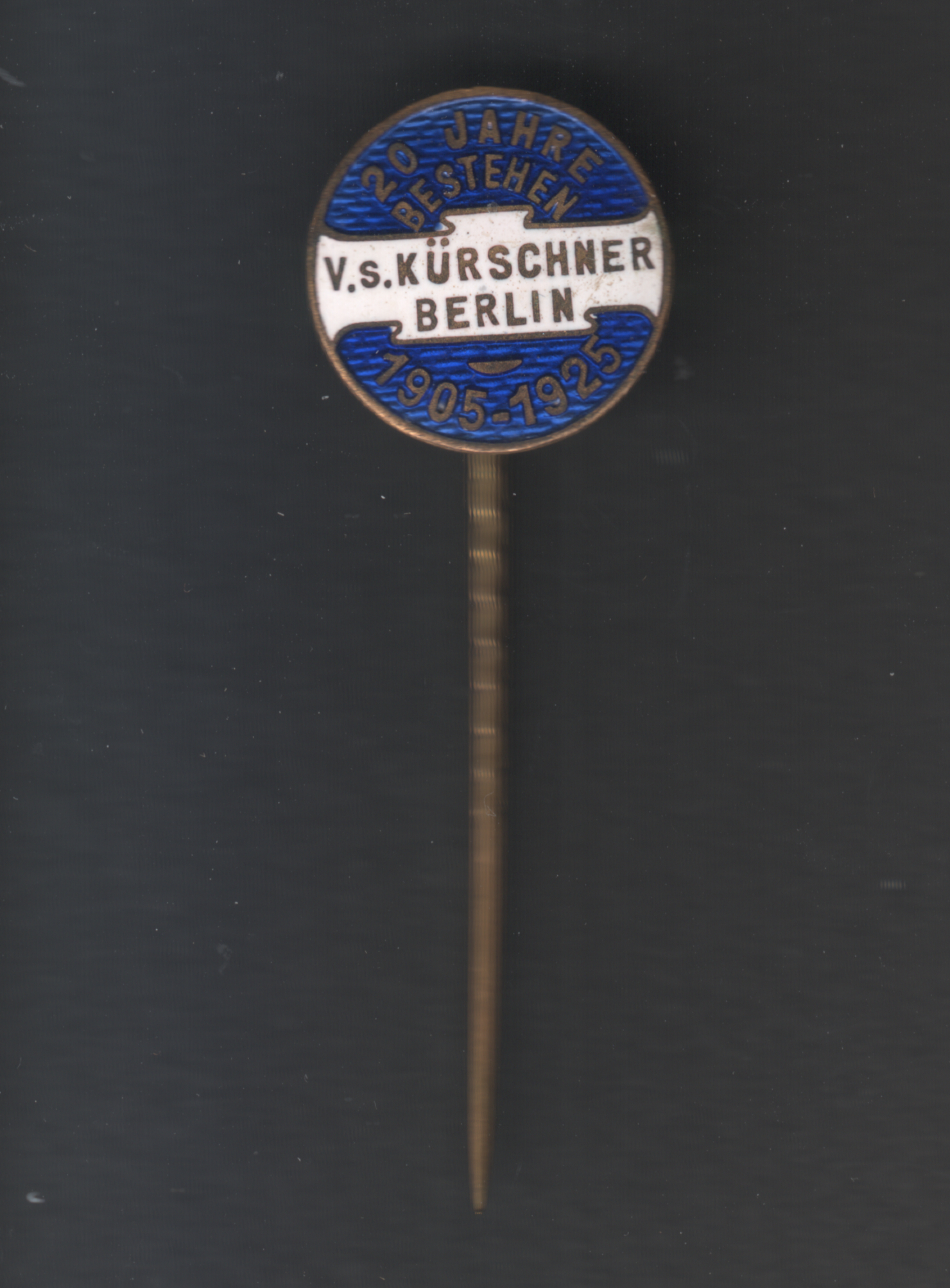
Anstecknadel zum 20-jährigen Bestehen des Vereins selbständiger Kürschner Berlin, 1905–1925

Seinen ersten Kontakt mit der gerade beginnenden Kürschnerbewegung bekam Feldmann während seiner Leipziger Tätigkeit. Er wurde Mitglied des neu gegründeten Fachvereins der Kürschner.
Bereits in seiner Zeit als Werkmeister in Berlin begann er sich erheblich innerhalb der Branche zu engagieren und zeigte dabei bald ein großes Organisationstalent. Er trat aus dem Berliner Fachverein der Kürschner aus und gründete die noch 1942 bestandene Vereinigung der Mützenbranche.
Nachdem er sich 1900 selbstständig gemacht hatte, verwendete er trotzdem besonders viel Zeit im Wirken innerhalb der Fachorganisation.
In den großen Berliner Tarif- und Organisationskämpfen des Jahres 1905 setzte er, trotz teilweise heftigem Widerstand, seine Absicht durch, die Kürschner-Zwischenmeister in einer eigenen Organisation zusammenzufassen. Es ging darum, ihre besonderen Interessen gegenüber den Pelzfabrikanten und den Gesellen besser vertreten zu können. Feldmann rief dafür den Verein selbständiger Kürschner (Pelzbranche) Berlins und Umgebung E. V. ins Leben. Unter seiner Führung erkämpfte man eine tarifmäßige Art der Lohngestaltung. Nachdem sich die Fronten zwischen den Berliner Hausgewerbetreibenden und dem Deutschen Kürschnerverband, Filiale Berlin derartig verhärtet hatten, dass eine Annäherung unmöglich schien, hatte man den Wiener Kürschner Emanuel Ruzika eingeladen. Nach dessen Referat am 2. Februar 1910 über die allgemeine Lage wurde eine Resolution angenommen, die die Grundlage für einen Vertrag bildete, der am 1. Mai 1910 abgeschlossen wurde. Dem Beispiel entsprechend und mit Feldmanns Unterstützung entstanden ähnliche Vereinigungen in Leipzig, Schkeuditz und Weißenfels, die verwandte Mützenbranche folgte mit derartigen Organisationen. Im Jahr 1919 gelang es Feldmann, alle Einzelzusammenschlüsse in dem Reichsverband selbständiger Kürschner und Mützenmacher Deutschlands zu vereinen.
Am 14. Januar 1924 hielt der Verein selbständiger Kürschner Berlins in den „Musikersälen“ zu Berlin seine Generalversammlung ab. Vorsitzender war Feldmann. Die Kassenverhältnisse waren „recht traurig, aber dennoch schließt man mit einem Bestand von 283 Goldmark ab“. Die Zahl der Mitglieder hatte sich auf 753 erhöht und befand sich damit im Wesentlichen auf der Höhe im Jahr seiner Gründung. Herr Feldmann mahnte zum Zusammenhalt angesichts der zur Zeit stattfindenden Verhandlungen über einen neuen Tarif. Herr Bich brachte bittere Beschwerden über die Firmensitzungen vor. Herr Müller teilte mit, dass am 18. Februar in der Brauerei „Friedrichshain“ das Winterfest der Berliner Kürschner stattfinden werde. Die Neuwahl des Vorstandes endete mit der Wiederwahl der bisherigen Herren. Als Beisitzer wurde neu Herr Frankenstein in den Vorstand gewählt.
In der allgemein äußerst schwierigen Wirtschaftslage des Jahres 1930 brach in zwei Berliner Fachblättern ein Streit aus, ob man nicht die Löhne der Zwischenmeister senken solle, um insbesondere das Exportgeschäft konkurrenzfähiger zu machen und um auch in der sogenannten „stillen Zeit“ Arbeit zu haben. Feldmann, „bekannt als temperamentvoller Streiter - setzte sich im Namen der Herausgeforderten zur Wehr und lehnte eine etwaige Herabsetzung der Löhne rundweg ab. […] Am Widerstand Adolf Feldmanns scheiterte dieser Versuch.“
Nebenher gründete er die Berliner Kürschner-Zeitung und wirkte entscheidend mit bei der Gründung einer Sterbekasse, der Rentenzuschusskasse und der Einkaufsgenossenschaft der selbständigen Kürschner und der Gründung des Reichsverbandes des deutschen Lohngewerbes. Anlässlich des weltweit einmalig gebliebenen Ereignisses der Pelzbranche, der Internationalen Pelzfach-Ausstellung – IPA im Jahr 1933 in Leipzig bereitete er eine Tagung aller Hausgewerbetreibenden, Stückmeister und Kammermeister der Pelzbranche vor.
Feldmann war weiterhin in den Verbänden tätig und führte die Tarif- und sonstigen Verhandlungen seiner Fachverbände und leitete die Versammlungen seiner Kollegen. Zu seinem 70. Geburtstage konnte der Saal im Lehrervereinshaus, seiner alten Kampfstätte, die Erschienenen nicht fassen, als man ihm, dem Vorsitzenden, ein Bankett gab. „Selbst seine Gegner, die zur Gratulation kamen“, bekundeten, dass sie „diesen Mann achteten, sein reines Wollen anerkannten“.
Seine Verbandsmitarbeit endete mit der Gleichschaltung und Umstrukturierung der Handwerksorganisationen nach der Machtübernahme durch die Nationalsozialisten im Jahr 1933: „Mit der Auflösung der Verbände ging sein Lebenswerk in Trümmer. Adolf Feldmann überlebte diese so plötzliche Abkehr von dieser ihn so ganz erfassenden und ausfüllenden Tätigkeit nicht lange. - Auf dem Friedhof folgten nur wenige seinem Sarge“.